# Sphaerocoryne agassizii
Sphaerocoryne agassizii is een hydroïdpoliep uit de familie Sphaerocorynidae. De poliep komt uit het geslacht Sphaerocoryne. Sphaerocoryne agassizii werd in 1859 voor het eerst wetenschappelijk beschreven door McCrady. 